# Argopistes udege
Argopistes udege is een keversoort uit de familie bladkevers (Chrysomelidae). De wetenschappelijke naam van de soort werd in 1994 gepubliceerd door Konstantinov in Lopatin & Konstantinov.